# Leszek Bolanowski

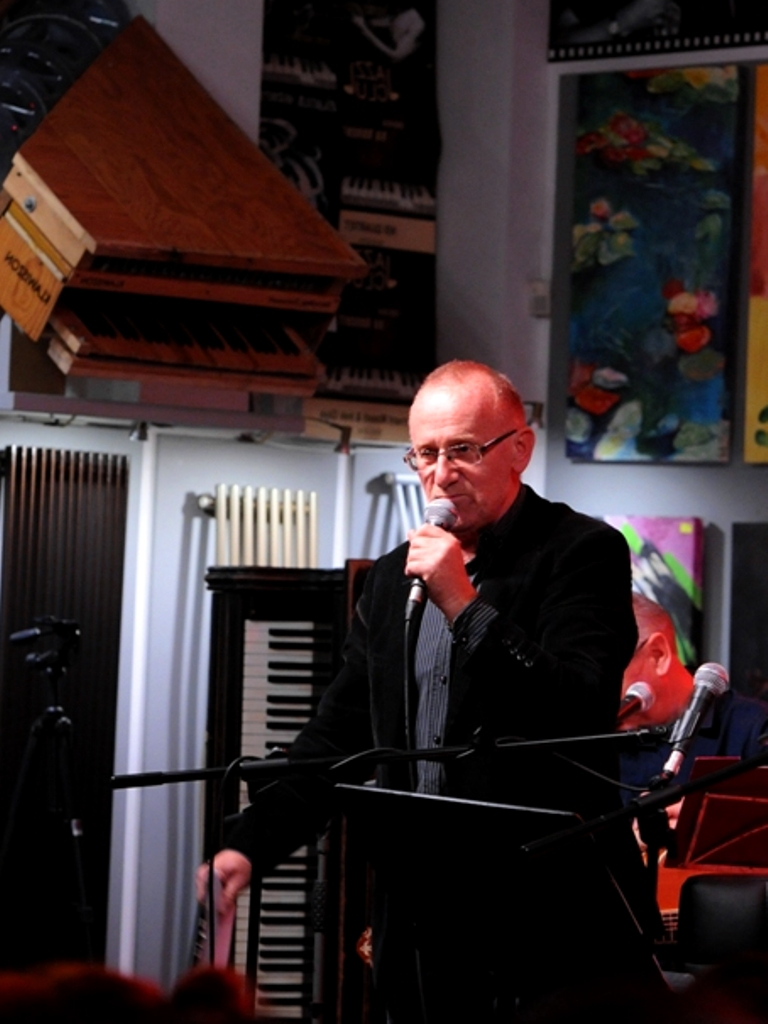

Leszek Bolanowski (ur. 4 lutego 1955 w Rymanowie-Zdroju) – polonista, tekściarz, pisarz, kompozytor i reżyser.

## Praca zawodowa
Polonista – od 1983 roku pracujący w II Liceum Ogólnokształcącym im. M. Konopnickiej w Nowym Sączu, a od 1999 roku również jako asystent w Państwowej Wyższej Szkole Zawodowej w Nowym Sączu. Ponadto: redaktor naczelny Radia „Echo” (1994-1996); działalność publicystyczna w TVP Kraków – „Kronika Krakowska” (1993-1995); audycje autorskie w Radiu Kraków (1993-1996).

## Działalność artystyczna

### Kabaret "Ergo"
Założyciel, tekściarz i kompozytor działającego od 1983 roku w Nowym Sączu Kabaretu "Ergo". 

### Publikacje
- VII wieków Nowego Sącza (książka + album multimedialny, 1997)
- Bardzo mała antologia sądeckiego limeryku (2001);
- Baśnie i legendy II Budy (2003);
- Królestwo Braci Pierzastych (2012);
- Rymy stańczykowskie (współautor Paweł Ferenc, 2013);
- Jeremiasza zielarza przypadki. Historia ugawędzona (2014);
- Kredens literacki, czyli mała antologia II LO (2016).

Współautor Monografii II L0 (2003); redaktor oraz wydawca tomiku Liściki i limeryki Witolda Szymańskiego (2002).

### Dyskografia
Płyty wydane z Kabaretem "Ergo": 
- Krucjata do Europy (1996);
- Z życia Sarmatów (2003);
- Inna rasa: Polacy (2011).

Ponadto płyta Noc św. Justa jako dodatek multimedialny do albumu VII wieków Nowego Sącza (1997) oraz utwory na 3 krążkach PaKI: Piosenki Przeglądu Kabaretów PaKA (1996, 2003, 2005). 

### Widowiska i koncerty
Scenarzysta, reżyser i aktor wielu imprez kulturalnych, m.in.:
- „Noc św. Justa”: widowisko z okazji 700-lecia Nowego Sącza;
- „Suita polska” – koncert w Filharmonii Narodowej w Warszawie;
- „Jaś i Małgosia” – musical oparty na tekście J. Brzechwy (I miejsce podczas Przeglądu Teatrów Dziecięcych Polski Południowej w Krośnie);
- Koncert Galowy 100-lecia II LO w Nowym Sączu;
- „Gody” – widowisko obrzędowe (I miejsce na Ogólnopolskim Przeglądzie w Czarnym Dunajcu);
- „Oratorium  sądeckie”;
- „Kopciuszek” (bajka dla dorosłych, scenariusz, reżyseria).